# Analiza mediacji

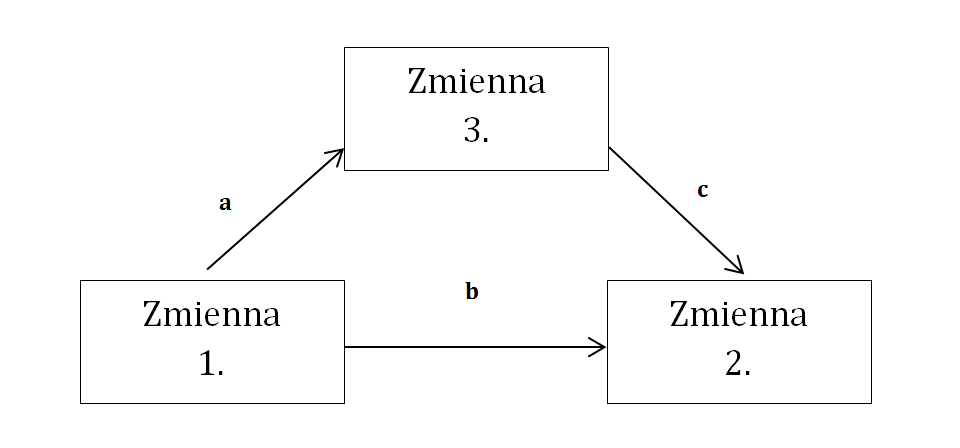
Przykładowy model mediacji

Analiza mediacji (ang. mediational analysis) – procedura statystyczna będącą specyficzną formą analizy ścieżkowej, w ramach której testuje się, czy związek dwóch zmiennych istnieje za pośrednictwem jakiejś trzeciej zmiennej, zwanej mediatorem (lub inaczej zmienną pośredniczącą). Analiza mediacji została wprowadzona do psychologii w 1986 r. przez Reubena Barona i Davida Kenny'ego. W artykule pt. The moderator-mediator variable distinction in social psychological research: Conceptual, strategic, and statistical considerations przedstawili oni jak krok po kroku zbudować model mediacji:
Krok 1: Wykaż, że zmienna 1 w sposób istotny statystycznie przewiduje wystąpienie zmiennej 2. Jeśli 1 nie przewiduje 2, wtedy mało prawdopodobne jest, aby 1 było przyczyną 2. A zatem nie ma podstaw, aby budować model mediacji.
Krok 2: Wykaż, że zmienna 1 w sposób istotny statystycznie przewiduje zmienną 3. Jeśli 1 nie przewiduje 3, wtedy mało prawdopodobne jest, aby 1 było przyczyną 3. W związku z tym 3 nie może być częścią ścieżki biegnącej od 1 do 2.
Krok 3: Wykaż, że zmienna 3 przewiduje zmienną 2 za pomocą analizy regresji wielokrotnej, gdzie 1 jest również uwzględniony jako predyktor. Ważne jest, aby 3 przewidywało 2, gdyż w przeciwnym wypadku 3 nie może być częścią ścieżki od 1 do 2. Ważne jest również, aby uwzględnić 1 jako predyktor, aby mieć pewność, że związek pomiędzy 3 i 2 nie polega na tym, że obie zmienne są przyczyną 1 (a nie, że jedna jest przyczyną drugiej).
Krok 4: Wykaż, że kiedy 3 jest uwzględniona jako predyktor 2 (wspólnie z 1), 1 nie jest dłużej predyktorem 2. W tego typu sytuacji mówimy, że 3 jest całkowitym mediatorem związku pomiędzy 1 i 2.  W sytuacji kiedy związek pomiędzy 1 i 2 dalej istnieje, ale jest słabszy, to mówimy, że 3 jest częściowym mediatorem związku pomiędzy 1 i 2. Oznacza to, ze 3 wyjaśnia do pewnego stopnia związek pomiędzy 1 i 2, ale nie wyjaśnia go do końca. Stosujemy test Sobela, a więc test istotności modelu mediacji.